# My Winnipeg
My Winnipeg é um filme de 2007 dirigido e escrito por Guy Maddin com roteiro de George Toles. Descrito por Maddin como um "docu-fantasia", que mescla "história pessoal, tragédia cívica e hipotesização mística", o filme é um documentário surrealista sobre Winnipeg, cidade natal de Maddin. Um artigo do New York Times descreveu a tomada não-convencional do filme no estilo documentário, observando que "patina sobre a pista de gelo entre o sonho e a lucidez, fato e ficção, cinema e psicoterapia".